# Isoelektrischer Punkt
Der isoelektrische Punkt (IEP oder pI) ist der pH-Wert, bei dem die Zahl der positiven und negativen Ladungen eines amphoteren Moleküls im statistischen Mittel genau gleich ist.

## Isoelektrischer Punkt in Proteinen
Gelöste Proteine bilden polyvalente Ionen. Ihre negativen Ladungen rühren von den Carboxygruppen der Glutaminsäure- und Asparaginsäure-Reste her. Auch die Carboxygruppe der Kette steuert eine negative Ladung bei. Die positiven Ladungen werden von den basischen Aminosäuren Arginin, Lysin und Histidin sowie von der aminoendständigen Aminosäure geliefert. Der Ladungszustand dieser sauren und basischen Gruppen hängt vom pH-Wert ab: Ein niedriger pH-Wert drängt die Dissoziation der sauren Gruppen zurück, bei einem hohen pH-Wert sind die basischen Gruppen ungeladen.
Daraus erschließt sich, dass beim isoelektrischen Punkt die Löslichkeit von Proteinen am geringsten ist.
Die Berechnung des isoelektrischen Punktes von Proteinen ist aufgrund von Konformationseinflüssen nicht trivial.

## Isoelektrischer Punkt in Aminosäuren
Aminosäuren liegen in wässriger Lösung beim pH-Wert des isoelektrischen Punktes als Zwitterionen vor.